# 慕尼黑海梅兰广场车站
慕尼黑海梅兰广场车站（德語：Bahnhof München Heimeranplatz），地鐵站名海梅蘭廣場站（德語：Heimeranplatz）是一座慕尼黑地铁4、5号线和快铁7、20号线位于施万塔勒高地的一座车站，是一个繁忙的换乘站。